# Oreophryne rookmaakeri
Oreophryne rookmaakeri é uma espécie de anfíbio da família Microhylidae.
É endémica da Indonésia.
Os seus habitats naturais são: florestas secas tropicais ou subtropicais e matagal árido tropical ou subtropical.